# Gennadij Timoščenko
Gennadij Timoščenko (v anglickém přepisu Gennadij Timoscenko; rus. Геннадий Анатольевич Тимощенко) (* 27. duben 1949, Čeljabinsk, SSSR) je slovenský šachista ruského původu a od roku 1980 mezinárodní velmistr. Nejlepšího ratingu ELO dosáhl v roce 1993 a to sice 2540 bodů, v listině platné k srpnu 2008 měl 2467 bodů.
Byl studentem světoznámé Botvinnikovy šachové školy. V letech 1982-86 byl trenérem a sekundantem šachového velmistra Garriho Kasparova. Na Slovensku žije od roku 1993, po čtyřech letech pobytu získal slovenské občanství a Slovensko poté několikrát reprezentoval na šachových olympiádách. Vyhrál řadu turnajů: Rimavská Sobota (1974), Rubinstein memorial v Polanica-Zdrój (1976), Helsinky (1986), Tatranské Matliare (1996), Leonardo di Bono (2000) a Opatija (2003).